# Сердика (станція метро)
Сердика (болг. Сердика) — спільна станція Першої та Четвертої ліній Софійського метрополітену, була відкрита 31 жовтня 2000 року.
Станція розташована під археологічним заповідником «Сердіка», і її інтер'єр представляє симбіоз сучасності і старовини. Підлога викладена рожевим гранітом, а колійні стіни оздоблені каменем, що нагадує стіни давньої фортеці Сердики.
- Розташування: в самому центрі міста на бульварі «Марія Луїза», біля пл. «Света Неделя». Нею завершується перший радіус лінії метрополітену міста Софія та прямує від житлового кварталу «Люлин» до пл. «Света Неделя».
- Конструкція: Однопрогінна станція з острівною платформою, довжиною 120 м.
- Пересадка:
  - на станцію Сердика II.
  - Т:4, 5, 12, 18

## Галерея

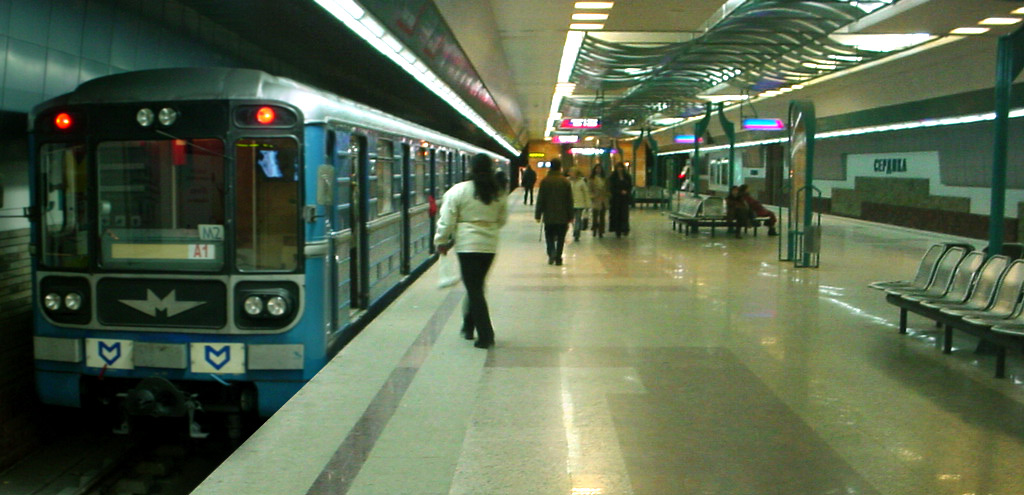
Платформа